# Psaume 47 (46)

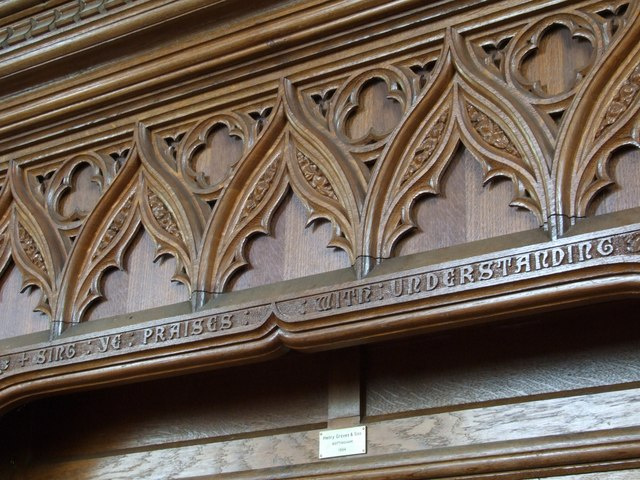
Le verset 7 du psaume 47 est gravé en anglais sous l'orgue de l'église saint Peter and saint Paul, à Old Bolingbroke en Angleterre.

Le psaume 47 (46 selon la numérotation grecque) est attribué aux fils de Coré et fait partie des psaumes royaux.

## Texte
| verset | original hébreu                                                   | traduction française de Louis Segond | Vulgate latine                                                                                       |
| ------ | ----------------------------------------------------------------- | --- | --- |
| 1      | לַמְנַצֵּחַ לִבְנֵי-קֹרַח מִזְמוֹר                                              | [Au chef des chantres. Des fils de Koré. Psaume.]                                                                                            | [ In finem pro filiis Core psalmus]                                                                  |
| 2      | כָּל-הָעַמִּים, תִּקְעוּ-כָף; הָרִיעוּ לֵאלֹהִים, בְּקוֹל רִנָּה                         | Vous tous, peuples, battez des mains ! Poussez vers Dieu des cris de joie !                                                                  | Omnes gentes plaudite manibus iubilate Deo in voce exultationis                                      |
| 3      | כִּי-יְהוָה עֶלְיוֹן נוֹרָא; מֶלֶךְ גָּדוֹל, עַל-כָּל-הָאָרֶץ                          | Car l’Éternel, le Très-Haut, est redoutable, il est un grand roi sur toute la terre.                                                         | Quoniam Dominus excelsus terribilis rex magnus super omnem terram                                    |
| 4      | יַדְבֵּר עַמִּים תַּחְתֵּינוּ; וּלְאֻמִּים, תַּחַת רַגְלֵינוּ                              | Il nous assujettit des peuples, il met des nations sous nos pieds ;                                                                          | Subiecit populos nobis et gentes sub pedibus nostris                                                 |
| 5      | יִבְחַר-לָנוּ אֶת-נַחֲלָתֵנוּ; אֶת גְּאוֹן יַעֲקֹב אֲשֶׁר-אָהֵב סֶלָה                      | Il nous choisit notre héritage, la gloire de Jacob qu’il aime. [Pause]                                                                       | Elegit nobis hereditatem suam speciem Iacob quam dilexit [diapsalma]                                 |
| 6      | עָלָה אֱלֹהִים, בִּתְרוּעָה; יְהוָה, בְּקוֹל שׁוֹפָר                                | Dieu monte au milieu des cris de triomphe, l’Éternel s’avance au son de la trompette.                                                        | Ascendit Deus in iubilo Dominus in voce tubæ                                                         |
| 7      | זַמְּרוּ אֱלֹהִים זַמֵּרוּ; זַמְּרוּ לְמַלְכֵּנוּ זַמֵּרוּ                                 | Chantez à Dieu, chantez ! Chantez à notre roi, chantez !                                                                                     | Psallite Deo nostro psallite psallite regi nostro psallite                                           |
| 8      | כִּי מֶלֶךְ כָּל-הָאָרֶץ אֱלֹהִים-- זַמְּרוּ מַשְׂכִּיל                                 | Car Dieu est roi de toute la terre : chantez un cantique !                                                                                   | Quoniam rex omnis terræ Deus psallite sapienter                                                      |
| 9      | מָלַךְ אֱלֹהִים, עַל-גּוֹיִם; אֱלֹהִים, יָשַׁב עַל-כִּסֵּא קָדְשׁוֹ                        | Dieu règne sur les nations, Dieu a pour siège son saint trône.                                                                               | Regnavit Deus super gentes Deus sedit super sedem sanctam suam                                       |
| 10     | נְדִיבֵי עַמִּים, נֶאֱסָפוּ-- עַם, אֱלֹהֵי אַבְרָהָם:כִּי לֵאלֹהִים, מָגִנֵּי-אֶרֶץ-- מְאֹד נַעֲלָה | Les princes des peuples se réunissent au peuple du Dieu d’Abraham ; car à Dieu sont les boucliers de la terre : Il est souverainement élevé. | Principes populorum congregati sunt cum Deo Abraham quoniam Dei fortes terræ vehementer elevati sunt |

## Usages liturgiques

### Dans le judaïsme
Le psaume 47 est récité sept fois avant de souffler dans le chophar (une trompette rituelle) à la fête de rosh hashanah.

### Dans le christianisme

#### Chez les catholiques
Depuis le haut Moyen Âge, ce psaume était exécuté auprès des monastères, aux matines du mardi, d'après la distribution de saint Benoît de Nursie établie vers 530,. Ce psaume (verset 2) est aussi l'antiphone de l'Introïte pour le service de l'Ascension.
Au regard de la liturgie des Heures actuelle, le psaume 46 est chanté ou récité à l’office des laudes du mercredi de la première semaine.

## Musique
- En 1689 ou avant, Michel-Richard de Lalande, maître de la musique du roi Louis XIV, compose un grand motet (S11) pour la messe célébrée dans la chapelle royale du château de Versailles[10]. Entre 1683 et 1685, Marc-Antoine Charpentier compose un Omnes gentes plaudite manibus H.192 pour 3 voix, 2 dessus instrumentaux, et basse continue.
- En 1907, le compositeur français Florent Schmitt met en musique la première strophe du psaume dans son œuvre éponyme : Psaume XLVII. Contrairement à la plupart des œuvres religieuses, souvent graves et méditatives, il en fait une œuvre souvent tapageuse et explosive, d'une joie toute profane qui n'exclut pas de grands moments de lyrisme, pour bien représenter la grande joie présente dans le texte, très fervent chant de gloire adressé à Dieu.

## Citation
- L'abbé Léonard Poisson choisit le verset 8 de ce psaume « Psallite Sapienter, Chantez avec intelligence »[11], pour la couverture de son livre Traité théorique et pratique du plain-chant, appellé grégorien (1750)[12]. Dans la traduction de Louis Segond, il manque cependant le mot sapienter, mot pourtant essentiel. Le traducteur n'a sans doute pas saisi sa portée.